# Choi Il-nam
Choi Il-nam (* 29. Dezember 1932 in Chŏnju, Chŏllabuk-do; † 28. Mai 2023 in Seoul) war ein südkoreanischer Schriftsteller.

## Leben
Choi Il-nam wurde am 29. Dezember 1932 in Chŏnju, Provinz Nord-Chŏlla geboren. Bis 1956 studierte er an der Seoul National University Koreanische Sprache und Literatur. Ein weiterführendes Studium im gleichen Fach an der Korea University schloss er im Jahr 1960 ab.
Er debütierte im Jahr 1956 mit dem Roman P'ayang (파양). Neben seiner Tätigkeit als Autor begann er eine Karriere im Bereich Journalismus. So war er unter anderem als Chef des Kulturteiles für die Zeitungen Min'guk Ilbo, Kyunghyang Shinmun sowie Dong-a Ilbo tätig und wurde später Redaktionsleiter bei Dong-a Ilbo. Diesen Posten musste er jedoch 1980 aufgeben, da das Militärregime das Pressesystem übernahm. 1984 setzte er seine journalistische Karriere fort und engagierte sich außerdem für die Demokratisierung der Presse.
Ab 2002 war er Mitglied der Akademie der Künste Koreas und war von 2005 bis 2007 Chef des dortigen Literaturbereiches.
Er starb am 28. Mai 2023 im Alter von 90 Jahren in Seoul.

## Werk
Choi Il-nams Werke sind in zwei Kategorien unterteilbar. In seinen frühen Werken, vor 1980, drehen sich die Inhalte oft um Personen aus dem Ländlichen, die in einer sich rasch entwickelnden industrialisierten Stadt erfolgreich ein neues Leben beginnen. Trotz des Erfolges der Charaktere versucht der Autor die Schattenseiten der industriellen Entwicklung darzustellen und zeigt auf, welche Opfer in ländlichen Gegenden gebracht werden, die zu Industriezonen entwickelt werden sollten.
Nachdem der Autor 1980 aus dem Journalismusbereich entlassen worden war, änderten sich seine Inhalte hin zu intensiverer Kritik an der sozialen Realität. Choi betrieb mit seinem Schreiben keine scharfe Gesellschaftskritik, sondern zeigte eher den alltäglichen menschlichen Egoismus auf.

## Arbeiten

### Koreanisch
- 서울 사람들 Menschen Seouls (1975)
- 타령 Tʼaryǒng (1977)
- 흔들리는 성 Die schwankende Burg (1981)
- 누님의 겨울 Der Winter meiner Schwester (1984)
- 그리고 흔들리는 배 Und das schaukelnde Boot (1984)
- 기쁨과 우수를 찾아서 Freude und Trübsal finden (1985)
- 장씨의 수염 Der Bart von Herr Chang (1986)
- 숨통 Luftröhre (1989)
- 그때 말이 있었네 Damals wurde geredet (1989)
- 히틀러나 진달래 Hitler oder Azaleen (1991)
- 하얀 손 Weiße Hand (1994) ISBN 89-7012-122-6
- 만년필과 파피루스 Füllfederhalter und Papyrus (1997) ISBN 89-8218-024-9
- 아주 느린 시간 Sehr langsame Zeit (2000) ISBN 89-8281-332-2
- 석류 Granatapfel (2004) ISBN 89-7275-281-9

### Übersetzungen

#### Englisch
- The Love Wolf In: Anthology of Korean Literary Vol.1, Dong-Suh Munhaksa (1988)

## Auszeichnungen
- 1975: 월탄문학상 (Wǒltʼan Literaturpreis)
- 1981: 한국창작문학상 (Preis für Kreatives Schreiben Korea)
- 1986: 이상문학상 (Yi-Sang-Literaturpreis)
- 1994: 인촌상 (Inchʼon Preis)
- 2012: 제61회 서울특별시 문화상 문학부문 (Seoul Kulturpreis Kategorie Literatur)